# Burnett Bolloten
Burnett Bolloten (Bangor, Gal·les, 1909 - Sunnyvale, Califòrnia, 1987) fou un periodista britànic i historiador hispanista, especialista en la Guerra Civil Espanyola la qual aborda des d'una perspectiva clarament esbiaixada i pro-bàndol nacional.

## Biografia
Nascut al Regne Unit, era corresponsal de premsa i estava de vacances a Espanya quan va esclatar la Guerra Civil Espanyola, que va cobrir per a l'agència United Press. Després d'abandonar Espanya es va mudar a Mèxic i va passar diversos anys al costat de la seva primera esposa, Gladys Eve Green, cartejant-se o visitant directament els protagonistes dels fets i recopilant i organitzant material sobre la guerra, amb el qual va constituir un dels més importants arxius del món sobre el tema, que es conserva actualment a l'Institut Hoover de la Universitat Stanford.
El 1949 va emigrar als Estats Units, es va nacionalitzar nord-americà i es va instal·lar a Califòrnia, a Sunnyvale. Durant anys va combinar la feina de casa d'investigador històric amb les d'agent de la propietat immobiliària. Va morir al novembre de 1987 de càncer de pròstata.

## Obra
Va escriure tres llibres sobre la guerra d'Espanya: "The Grand Camouflage", publicat en 1961; "The Spanish Revolution", publicat en 1979, i l'obra en tres volums "La Guerra Civil espanyola: Revolució i Contrarrevolució", publicada originalment en llengua anglesa en els anys 1980.
L'obra de Bolloten ha tingut gran influència en altres hispanistes nord-americans com Stanley G. Payne i en la historiografia sobre la guerra en la mateixa Espanya. Les seves investigacions sobre el cop d'estat del 18 de juliol de 1936 han estat seguides per un bon nombre d'especialistes en aquest període de la Història d'Espanya.

## El Gran Engany
Aquest llibre el títol complet del qual és El Gran Engany: Les esquerres i la seva lluita pel poder a la zona republicana (en anglès The Grand Camouflage: the comunist conspiracy in the spanish civil war) tracta, igual que Homenatge a Catalunya de George Orwell, dels conflictes interns del bàndol republicà i, especialment, de l'acció del Partit Comunista d'Espanya en aquest aspecte que, segons l'autor, els va perjudicar greument.
El llibre explica, per exemple, com a Catalunya els comunistes van organitzar a divuit mil comerciants artesans i petits fabricadors en la Federació Catalana de Gremis i Entitats de Petits Comerciants i Industrials (GEPCI) i que alguns dels seus membres eren patrons intransigents i feroços antiobreristes, segons Solidaridad Obrera òrgan de la CNT.
| «                    | "La revolució Espanyola, fou en molts casos més profunda que la russa, no hi ha parangó en la història d'un cas d'encobriment internacional, dels fets, com aquest". | » |
| — - Burnett Bolloten | |   |

Aquesta obra ha estat molt durament criticada per Herbert Southworth, primer a The Myth of Franco's Crusade (1963) i després a Julián Gorkin, Burnett Bolloten and the Spanish Civil War i a The Republic Besieged, obra col·lectiva editada per Paul Preston i Ann L. Mackenzie (1996). Les crítiques de Southworth sempre feriren Bolloten, cosa que empitjorà quan els editors britànics de Bolloten observaren l'edició en castellà del seu llibre, traduïda com El gran engaño ("The Great Deception") i on "republicans" fou traduït com a "rojos" i amb un prefaci de Manuel Fraga Iribarne, ministre de propaganda i turisme de Francisco Franco, qui fastiguejava especialment a Bolloten.

## Obres
- The Grand Camouflage. The Communist conspiracy in the Spanish Civil War, published in 1961;
- The Spanish Revolution, published in 1979;
- The Spanish Civil War: Revolution and Counterrevolution, published in 1991.